# Lynd Ward
Lynd Kendall Ward (26 juin 1905 – 28 juin 1985) est un artiste et romancier américain connu pour sa série de romans sans paroles en gravures sur bois et pour ses illustrations de livres pour enfants et adultes. Ses romans sans paroles ont fortement influencé le développement du roman graphique. Principalement associé à ses gravures sur bois, il travaillait également l’aquarelle, la peinture à l’huile, le pinceau, l’encre, la lithographie et la manière noire.
Ses livres les plus connus sont Gods’ Man et The Biggest Bear, lauréat de la médaille Caldecott.

## Jeunesse

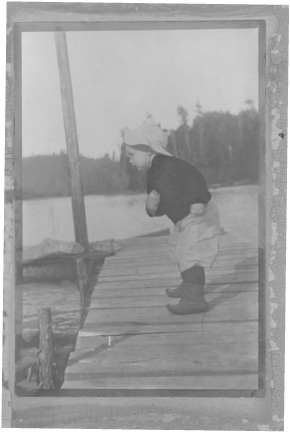
Lynd Ward, enfant.

Lynd Ward est né le 26 juin 1905 à Chicago, Illinois. Son père, Harry F. Ward, est né en 1873 à Chiswick, en Angleterre. Ce dernier, célèbre méthodiste, a rejoint les États-Unis en 1891 après avoir lu le très progressiste Social Aspects of Christianity (1889) de Richard T. Ely. Il a choisi le prénom « Lynd » en référence à Lyndhurst, un petit village du New Forest où, adolescent, il a passé deux ans à se remettre d’un rhumatisme articulaire aigu. La mère de Ward, Harriet May “Daisy” Kendall Ward, est née en 1873 à Kansas City, dans le Missouri. Le couple s’est rencontré à l’Université Northwestern de Chicago et s’est marié en 1899. Leur premier enfant, Gordon Hugh Ward, est né en juin 1903, et le troisième, Muriel Ward, est née le 18 février 1907.
Lynd Ward contracte très jeune la tuberculose ; pour lui assurer une meilleure santé, la famille déménage dans la banlieue d’Oak Park en 1909. Il se rétablit partiellement mais souffre des symptômes de sa maladie tout au long de son enfance, ainsi que d’un problème d’oreille interne et d’infections mastoïdiennes.
Deux ans après, désormais à l’école, Lynd montre de grandes facilités en dessin. Lorsque son maître du cours préparatoire lui fait remarquer que Ward donne draw (dessiner) à l’envers, il se sait destiné à devenir artiste. En 1918, Lynd rentre au lycée Englewood dans le New Jersey avec un an d’avance. Il rejoint le journal de l’établissement, The Oracle, dont il devient le directeur artistique. Quatre ans plus tard, Lynd Ward termine sa scolarité avec mention en art, en mathématiques et en débat.
À l’automne 1922, il s’inscrit au Teacher’s College de l’Université de Columbia pour y étudier les Beaux-arts. Il rejoint le magazine comique de l’université, le Jester of Columbia, dont il devient le rédacteur en chef. Son colocataire lui arrange un rendez-vous à l’aveugle avec May McNeer [1902-1994] l’année suivante. May est la première étudiante de première année de l’Université de Géorgie. Ils se marient le 11 juin 1926, peu de temps après avoir obtenu leur diplôme, et partent en Europe pour leur lune de miel.
Après avoir passé quatre mois en Europe de l’Est, le couple s’installe à Leipzig, en Allemagne, où Lynd suit une formation d’un an en gravure en auditeur libre à l’Académie Nationale des Arts Graphiques et du Livre. Alois Kolb lui apprend la technique de la gravure, Georg Alexander Mathéy celle de la lithographie et Hans Alexander “Theodore” Mueller celle de la gravure sur bois ; Ward est particulièrement influencé par Mueller. En 1927, alors qu’il flâne parmi les bouquinistes de la ville, il tombe sur Le Soleil, une réécriture contemporaine du mythe d’Icare par l’artiste dessinateur belge Frans Masereel, un récit sans paroles qui exerce une influence déterminante sur ses ambitions artistiques.

## Carrière
À l’automne, il rentre à New York où il rencontre une poignée d’éditeurs particulièrement enthousiastes à la vue de son portfolio. En 1928, Lynd Ward reçoit sa première commande. Il s’agit de huit dessins au pinceau pour illustrer The Begging Deer : Stories of Japanese Children de Dorothy Rowe. May participe à la recherche d’arrière-plans pour les illustrations, et écrit à son tour un livre de contes populaires japonais, Prince Bantam (1929), illustré par Ward. Pendant cette période, Ward illustre également le livre pour enfants Little Blacknose de Hildegarde Swift, et une édition illustrée du poème d’Oscar Wilde La Ballade de la geôle de Reading.
En 1929, Ward commence son propre projet de roman sans paroles après être tombé sur Destin de Otto Nückel. À la fin du mois de mars, il a gravé les trente premiers blocs de bois de Gods’ Man : A Novel in Woodcuts. Il montre son travail à Harrison Smith qui a récemment lancé sa maison d’édition. Smith lui propose immédiatement un contrat et lui promet que si Gods’ Man est terminé d’ici la fin de l’été, il sera le titre phare de leur premier catalogue. En travaillant d’arrache-pied tous les soirs dans le studio qu’il partage avec May dans le New Jersey, il parvient à graver cent dix blocs de plus en cinq mois et les imprime sur sa propre presse. Publié pendant la semaine du Krach, Gods’ Man est un succès et se vend à plus de vingt mille exemplaires pendant les quatre années qui suivent. Suivront cinq autres romans sans paroles : Madman’s Drum (1930), Wild Pilgrimage (1932), Prelude to a Million Years (1933), Song Without Words (1936) et Vertigo (1937).
Ward a également illustré plus d’une centaine de livres pour enfants ; plusieurs de ces projets étaient en collaboration avec sa femme. À partir de 1938, Ward illustre régulièrement les classiques du Heritage Limited Editions Club. Son œuvre est connue pour la récurrence de ses thèmes politiques ; on y retrouve souvent les questions du travail et de la classe. En 1931, il explore la possibilité de créer une maison d’édition à but non lucratif sur le modèle coopératif : Equinox Cooperative Press est créée en décembre 1931.

## Mort
Lynd Ward meurt chez lui, à Reston (Virginie) en Virginie, le 28 juin 1985, deux jours après son quatre-vingtième anniversaire. Avant-gardiste de l’art séquentiel et de l’art de raconter par l’image, il a influencé et continue d’inspirer des générations d’auteurs et d’artistes.

## Documentaire
En hommage à l’art et à la vie du graveur et illustrateur américain, le réalisateur de films indépendants Michael Maglaras de 217 Films produit O Brother Man : The Art and Life of Lynd Ward. Le documentaire de 94 minutes (sur plus de sept heures de film) narré par Maglaras lui-même comprend une entrevue avec la fille de l’artiste, Robin Ward Savage, et plus de 150 travaux qui s’étalent sur les toutes les périodes de la carrière de Ward. La première a lieu le 20 avril 2012 dans l’Auditorium Foster de la Bibliothèque de l’Université de Penn State où le film est chaleureusement reçu. La Bibliothèque des Collections Spéciales de Penn State est également devenue le dépositaire d’une grande partie des documentations concernant Ward.

## Récompenses
En 1945, il est élu membre associé en Arts graphiques par l’Académie Américaine de Design (il sera nommé académicien en 1958). Deux ans plus tard, il remporte le prix Zella de Milhau de l’Institut Américain des Arts Graphiques pour sa gravure sur bois Bridges at Echo Bay. En 1948, il remporte le prix Joseph Pennell pour sa gravure Clouded Over. L’année suivante, Seedling gagne le prix de la Meilleure gravure de l’année décerné par l’Académie Américaine de Design. En 1950, il est finaliste de la médaille Caldecott pour son travail d'illustrateur dans America's Ethan Allen. En 1953, il reçoit la médaille Caldecott pour le livre d’image de l’année pour The Biggest Bear, le premier livre pour enfants qu’il écrit et illustre seul. En 1925, Ward est récompensé pour ses 25 ans de carrière dans l’illustration de livres par la Médaille d’argent du Limited Editions Club. En 1966, il reçoit la Médaille d’Or de Samuel F.B Morse, la plus haute récompense décernée par l’Académie Américaine de Design, pour sa gravure sur bois Flower Girl. Trois ans plus tard, Lynd Ward reçoit le Rutgers University Library Award pour sa contribution à la littérature pour enfants. En 1973, son troisième et dernier livre sans paroles pour enfants, The Silver Pony, est élu livre de l’année par le Boston Globe-Horn Book. À titre posthume, il a reçu le Temple de la renommée Will Eisner, en 2011.

## Romans sans paroles
Ward est connu pour ses romans sans paroles entièrement narrés par le biais de gravures sur bois spectaculaires. Son premier travail, Gods’ Man (1929), utilise un mélange de styles Art déco et expressionniste pour raconter la lutte d’un artiste et son œuvre, la façon dont l’argent et le pouvoir le séduisent d’abord avant de le maltraiter, sa fuite vers l’innocence et son inévitable fin tragique. En utilisant le concept du récit pictural dénué de mots, Ward reconnaît comme ses prédécesseurs les artistes européens Frans Masereel et Otto Nückel. Publié la semaine du krach boursier, Gods’ Man continue d’exercer son influence, bien après l’ère de la Grande Dépression, et devient une source d’inspiration pour le poète de la Beat Generation, Allen Ginsberg.
Ward a créé cinq romans en gravures sur bois au cours des huit années suivantes :
- Madman’s Drum (1930)
- Wild Pilgrimage (1932)
- Prelude to a Million Years (1933)
- Song Without Words (1936)
- Vertigo (1937)

Il a laissé un roman sans paroles inachevé au moment de sa mort en 1985. Les 26 gravures sur bois achevées (sur un total de 44) ont été publiées dans une édition limitée en 2001 sous le titre Lynd Ward’s Last, Unfinished, Wordless Novel.

## Autres travaux
En 1930, Ward a illustré le livre de voyage d’Alec Waugh, Hot Countries. En 1936, une édition du Frankenstein de Mary Shelley est publiée avec des illustrations de Ward. Il illustre le livre pour enfants de Hildegarde Swift, The Little Red Lighthouse and the Great Gray Bridge (1942). Dans la catégorie des livres pour enfants, il a aussi écrit et illustré The Biggest Bear qui a gagné la médaille Caldecott de 1953, Nic of the Woods (1965) et ses illustrations pour Johnny Tremain d’Esther Forbes. Il a également écrit et illustré une histoire sans paroles pour enfants, The Silver Pony, entièrement racontée en noir, blanc et nuances de gris, publiée en 1973.
Le travail de Ward est conscient de l’injustice raciale qui sévit aux États-Unis. Ce thème est d’abord apparent dans les scènes de lynchage de Wild Pilgrimage, puis dans ses dessins pour North Star Shining : A Pictorial History of the American Negro, de Hildegarde Swift, publié en 1947. Dans The Silver Pony, il fait intervenir des personnages afro-américains, ainsi que des autochtones.
Il a également illustré Little Baptiste, My friend Mac et The Wolf of Lamb’s Lane, tous écrits par sa femme, May McNeer.
En 1941, ses illustrations apparaissent dans Great Ghost Stories of the World : The Haunted Omnibus, édité par Alexander Laing.
En 1974, Harry N. Abrams publie Storyteller Without Words, un livre qui comprend les six romans sans paroles de Ward ainsi qu’une sélection de ses illustrations tirées d’autres ouvrages. Ward lui-même brise le silence en écrivant de brefs prologues à chacun de ses travaux. En 2010, la Library of America publie Lynd Ward : Six Novels in Woodcuts, assorti d’une nouvelle chronologie et d’une introduction d’Art Spiegelman. En octobre 2020, les éditions Monsieur Toussaint Louverture publieront L'Éclaireur : récits gravés de Lynd Ward, l'anthologie des romans sans paroles de Lynd Ward.

## Influence
L’œuvre de Ward a eu une influence importante sur le travail d’artistes graphiques ultérieurs tels que George Walker, Clifford Harper, Eric Drooker, Jarrett Heckbert, Steven McCabe et Megan Speers. Ses travaux ont été salués par Robert Crumb, Guillermo del Toro et Alan Moore.
Depuis 2011, le nom de Ward est attaché au prestigieux prix annuel Lynd Ward Graphic Novel Prize, parrainé par l’Université Penn State et décerné par le Pennsylvania Center for the Book, affilié au Center of the Book de la Bibliothèque du Congrès. Les précédents lauréats du prix Lynd Ward sont Nick Sousanis, Jillian Tamaki, Mariko Tamaki, Jim Woodring, Chris Ware, Anders Nilsen et Adam Hines,.

## Œuvres publiées

### Romans graphiques
- Gods' Man (en), 1929.
- Madman's Drum (en), 1930.
- Wild Pilgrimage (en), 1932.
- Le Pèlerinage sauvage, dans Gravures rebelles, L'Échappée, coll. « Action graphique », 2008.
- Prelude to a Million Years (en), 1933.
- Song Without Words (en), 1936.
- Vertigo (en), 1937.
- Lynd Ward's Last, Unfinished, Wordless Novel, 1985; 2001 Le dernier roman graphique en cours que Ward laissa inachevé à sa mort. Publication des 26 bois gravés sur les 44 planifiés.
- Storyteller Without Words, Harry N. Abrams, 1974. Comprend les six ouvrages de Ward plus un assortiment d’illustrations. Introduction par l’auteur lui-même pour chacun des romans graphiques.
- Lynd Ward: Six Novels in Woodcuts, the Library of America, 2010 (Chronologie de la vie de Ward; introduction de Art Spiegelman)
- L'Éclaireur, traduction des six romans graphiques de Ward par Jean-Charles Khalifa, Monsieur Toussaint Louverture, 2020  (ISBN 979-1090724952).

### Livre pour enfants
- Hildegarde Swift, The Little Red Lighthouse and the Great Gray Bridge, 1942
- (illustrations en aquarelles)  The Biggest Bear, Boston : Hougton Mifflin Co, 1952.
- L'Ours qui aimait le sucre d'érable (trad. Catherine Bonhomme), Paris : Le Genévrier, 2012.
- The Silver Pony, 1973 (illustrations en noir et blanc avec gris)

### Documentation
- (en) Jérôme LeGlatin, « Lynd Ward : Six Novels in Woodcuts », sur du9.org, février 2012.